# Marie von Kleist

Das bislang einzig bekannte Porträt: Marie von Kleist auf dem Sterbebett, gezeichnet von ihrer Tochter Lulu Gräfin von Stosch, 1831

Marie Margaretha Philippine von Kleist, geborene von Gualtieri (* 24. Oktober 1761 in Bernau; † 17. Juni 1831 in Manze, Kreis Nimptsch) war sowohl Hofdame und Freundin der Königin Luise von Preußen als auch bedeutsamste Förderin und Vertraute Heinrich von Kleists.

## Leben

### Familie
Die in Preußen beheimateten Gualtieri stammten ursprünglich aus Lyon. Sie ließen sich zunächst um 1700 in der Grafschaft Solms-Tecklenburg nieder, wo in Daubhausen, wie man einer Urkunde von 1703 entnehmen kann, „Aldebert gualtiery de lion en france“ als Prediger wirkte. Aldeberts Sohn, Samuel Melchisedek war von 1744 bis 1765 Prediger an der Vorgängerkirche des Französischen Doms in Berlin. Die Gualtieri gehörten wie die Ancillon, die Erman, die Formey oder die Théremin zu den herausragenden Familien unter den Hugenotten, aus denen die Prediger kamen. 1769 bestätigte und anerkannte Friedrich II. den Adel für den Vater von Marie von Kleist, da dessen Vorfahren, einer Überlieferung zufolge, dem italienischen Adel des Herzogtums Orvieto angehört haben sollen.

Adolph von Kleist (1793–1866), Marie von Kleists Sohn

Lulu Gräfin von Stosch, geborene von Kleist (1802–1855), Marie von Kleists Tochter

Marie war die Tochter des Bernauer Hugenottenpredigers und späteren Geheimen Rates Albert Samuel von Gualtieri (1729–1778) und dessen Ehefrau Margaretha, geborene Bastide. Sie wurde von ihrem Großvater, Samuel Melchisedek, in Berlin getauft. Der Vater, der sich nicht zu evangelischer Schlichtheit berufen fühlte, Predigerkragen und -perücke ablegte und als eleganter Laie nach Berlin kam, hielt sich gern in der Gesellschaft des Prinzen Heinrich auf.
Ihr älterer Bruder, Peter Albert Samuel (Pierre) von Gualtieri (1763–1805), eine schillernde Figur bei Hofe, Flügeladjutant Friedrich Wilhelm II., Freund des Prinzen Louis Ferdinand und der Rahel Varnhagen, war in einer Welt herangewachsen, wo wenig verehrt und geglaubt wurde, was nicht der Klugheit und dem Vortheil diente, und wo die Ueberzeugung galt, daß das Leben der großen Welt sich nach anderen Gesetzen entwickeln müsse, als in den Lehrbüchern der Sittenlehre aufgestellten. Als Günstling der Prinzessin Lichtenau mit dem Regierungsantritt Friedrich Wilhelms III. in Ungnade gefallen, wurde Gualtieri 1805 als diplomatischer Vertreter Preußens ins abgelegene Spanien entsandt, wo er nach kurzer Zeit verstarb.
Maries jüngere Schwester, Amalie Henriette von Gualtieri (1767–1827), heiratete 1788 in Potsdam den königlich-preußischen Oberst und Militärschriftsteller Christian Reichsfreiherrn von und zu Massenbach.
Die Rangliste von 1806 nennt (...) noch zwei Kapitäne, einen Stabskapitän und einen Premierleutnant v. Gualtieri, die nach der Annahme der Adelslexika sämtlich zur Deszendenz des 1769 in den preußischen Adel aufgenommenen Albert Samuel gehören müssen. Neuere Untersuchungen kommen hingegen zu dem Ergebnis, dass lediglich Charles von Gualtieri, ebenfalls zum Freundeskreis der Gräfin Lichtenau gehörig, zu den direkten Nachkommen Albert Samuels zu zählen ist.
1792 verehelichte sich Marie von Gualtieri in Potsdam mit dem preußischen Stabskapitän Friedrich Wilhelm Christian von Kleist (1764–1820), dem ältesten Sohn des preußischen Oberst Peter Christian von Kleist (1727–1777) auf Groß Tychow und der Marie Charlotte, geborene von Retzow († 1781), der in Dessau gemeinsam mit dem Erbprinzen Friedrich erzogen worden war. Am 2. November 1812 wurde die Ehe geschieden. Aus ihr entstammten insgesamt vier Kinder: die 1798 am gleichen Tage verstorbenen Töchter 1.) Wilhelmine und 2.) Friederike, der Sohn 3.) Adolph von Kleist (1793–1866) sowie 4.) Luise Wilhelmine Amalie Franziska – genannt Lulu – von Kleist (* 18. November 1802 in Potsdam; † 2. Mai 1855 in Manze), welche am 25. Oktober 1825 den Grafen Georg von Stosch (1793–1863), Landschaftsdirektor der Fürstentümer Breslau und Brieg, Herrn auf Manze, Reysau, Roßwitz etc., heiratete.

### Persönlichkeit
Marie wurde von den Zeitgenossen allgemein als temperamentvolle, geistreiche, ungewöhnlich warmherzige Frau beschrieben. Ihren auffallenden Enthusiasmus, die überschwängliche Herzlichkeit und ausgeprägte Empathie gegenüber ihren Mitmenschen, hat man gern auf ihre südländische Herkunft zurückgeführt. Doch hat Marie von Kleist ihre natürlichen Charaktereigenschaften wie ihr gesamtes Bildungs- und Tugendstreben ganz bewusst als Gegenentwurf zur damals vorherrschenden Sitten- und Herzlosigkeit besonders unter der höfischen Aristokratie, die unter der Herrschaft (ab 1786) des verschwenderischen und bigotten Friedrich Wilhelm II. bislang nicht bekannte Ausmaße angenommen hatte, zu kultivieren versucht. Sie distanzierte sich damit auch von den Lebensentwürfen ihres Vaters und ihrer Brüder. Kalter Rationalismus oder berechnende Schläue widersprachen ihrem Bildungsideal. Zur wahren Klugheit gehörte für sie die Durchbildung des ganzen Menschen: Der Begriff von Geist und Herz konnte bei ihr nicht getrennt werden; ihre Gedanken waren von der Wärme und Innigkeit gütevoller Gefühle, und diese Gefühle von der Besonnenheit und Klarheit ihres Verstandes durchdrungen. So heißt es bezeichnenderweise in ihrem Aufsatz Über die Töchter-Erziehung höherer Stände: Erziehen heißt bey den meisten Menschen Verbieten, Befehlen und sagen, das muß man thun, das muß man lassen. Ach! sie ahnen nicht, daß das Haupt-Erziehungsprinzip ist: Sein … Sieht der Zögling nichts als Vortreffliches, so wird er vortrefflich, ohne es zu ahnen, ohne es zu wissen, und das ist die wahre Erziehung. Durch ihr Sein hat sie auf ihre Mitwelt gewirkt und dadurch – meist ohne es zu beabsichtigen – starken Einfluss genommen.

### Potsdamer Jahre

#### Vertraute der Königin Luise

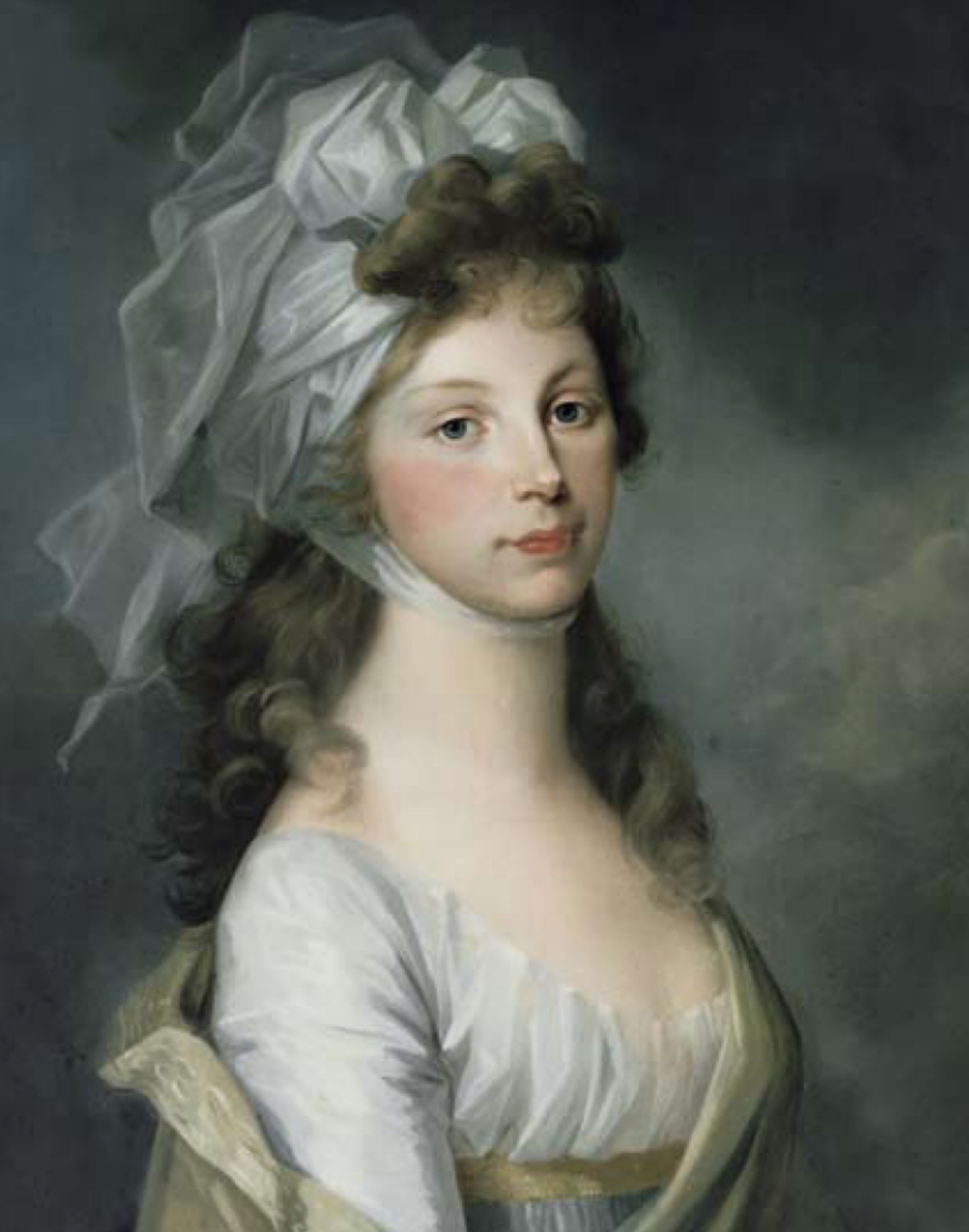
Königin Luise von Preußen, 1797

Seit ihrer Hochzeit lebte Marie von Kleist in der Residenz- und Garnisonstadt Potsdam, wo ihr Mann im vornehmen Regiment des Kronprinzen und nachmaligen Königs Friedrich Wilhelm III. diente. Hier lernte sie die junge Kronprinzessin Luise kennen, die in der ihr noch fremden Welt des preußischen Hofes nach geistiger Anregung und menschlicher Zuwendung suchte. Bald entwickelte sich eine Freundschaft zwischen beiden Frauen, die sich nach Luisens Thronbesteigung noch inniger gestaltete (...). So oft die Königin in Potsdam lebte, ließ sie Frau von Kleist zu sich rufen, um sich bisweilen stundenlang mit ihr einzuschließen. Beide verband zunächst ein gemeinsames literarisches Interesse. So mahnte Luise ihre Freundin: Lassen Sie es sich nicht einfallen, anders zu mir zu kommen als mit einem dicken Buche. Doch in zunehmendem Maße wurde Marie für Luise zum Urbild eines neuen Frauenideals. Die zuvor wegen ihrer Leichtlebigkeit gerügte Kronprinzessin entwickelte sich im Umgang mit Marie von Kleist zu jener hochverehrten Königin, als die Luise in die Geschichte eingegangen ist. Ich bitte Sie inständig, mir zu sagen wo ich etwa fehle und was ich tun muß, um von Tag zu Tage besser zu werden, fähig die gute Meinung aufrecht zu erhalten, die man von mir hat, würdig des großen Namens: Gattin und Mutter.
Das Kleistsche Haus in der Potsdamer Lindenstraße 43 war zum geselligen Mittelpunkt der Stadt geworden. Tausend und tausend Dank, meine theure Kleist (...) Ihrem Gatten und Ihnen für die ganz göttliche und köstliche Soirée, die ich gestern mit Ihnen verlebt habe. Nein, sie können sich nicht denken, wie glücklich und zufrieden ich war, ordentlich kindlich froh! Die Erinnerung daran wird mir lange bleiben und wird mir immer süß und kostbar sein, da ich meine Freude nur in so harmlosen und so einfachen Dingen gefunden habe, in einer so angenehmen und so auserlesenen Gesellschaft; ich bin noch heute ganz übermütig und heiter darüber!, schrieb Luise an ihre Freundin.
Neben Mitgliedern der königlichen Familie, der Hofgesellschaft und hohen Militärs verkehrte dort auch eine Anzahl junger, bildungshungriger Offiziere, die dem eintönigen Garnisonleben zu entfliehen trachteten und bei den Kleists ihren literarischen und musischen Interessen nachgingen. In Christian von Massenbach, dem Schwager der Marie von Kleist, hatten sie ihren geistigen Mentor gefunden. Zu diesem Kreis gehörte neben Otto August Rühle von Lilienstern, Ernst von Pfuel, Johann Georg Emil von Brause, Hartmann von Schlotheim (1772–1810) und Karl Heinrich von Gleißenberg (1773–1813) auch der spätere Dichter Heinrich von Kleist.
Im Laufe der Jahre wurde Marie von Kleist zur engagiertesten Förderin und seelenverwandten Vertrauten des jungen Dichters. Ihr sandte er seine Manuskripte zu, ihr schrieb er seine inhaltsreichsten und schönsten Briefe. Sie stellte Kleist und seine Werke immer wieder bei Hofe als auch im Freundeskreis vor und unterstützte den weitgehend mittellosen Verwandten durch eine als Pension der Königin bezeichnete monatliche Geldsumme. Auf ihre Vermittlung durfte Heinrich von Kleist am 13. März 1810 der Königin sein Geburtstagssonett vortragen, was diese zu Tränen rührte.

#### Vertraute Heinrich von Kleists

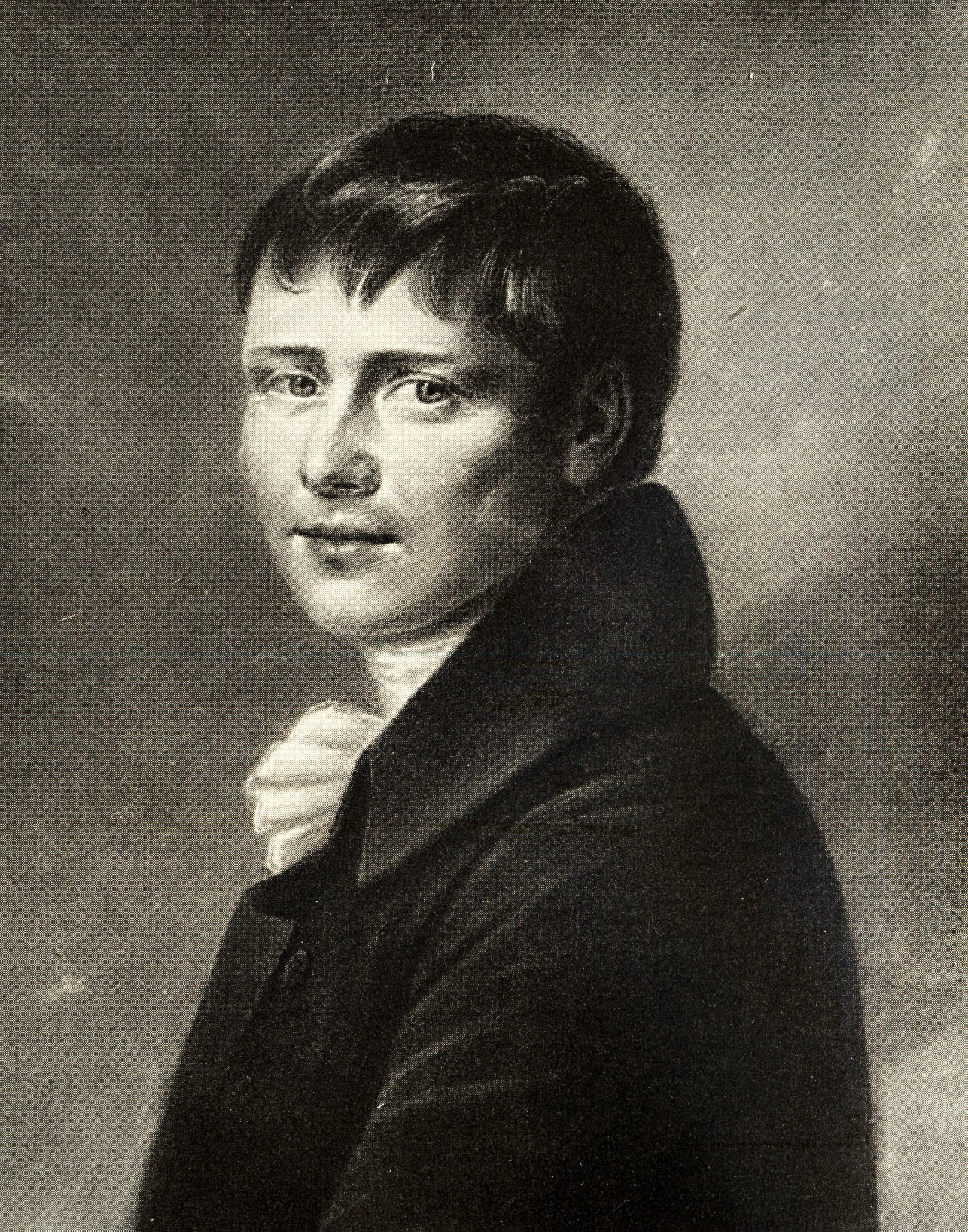
Heinrich von Kleist

Mit der unglückseligen Epoche, den Napoleonischen Kriegen, begann für Marie von Kleist auch persönlich eine schicksalsschwere Zeit. 1806 fiel der von ihr verehrte Prinz Louis Ferdinand in der Schlacht von Jena und Auerstedt. Ihrem Schwager Massenbach, Generalstabschef im Korps Hohenlohe, gab man die Hauptschuld an der Niederlage von Jena. Durch die am 28. Oktober 1806 erfolgte Kapitulation von Prenzlau, die Massenbach befürwortet hatte, um einen sicheren und sinnlosen Tod der verbliebenen Soldaten zu vermeiden, wurde seine bisherige glänzende militärische Karriere beendet und sein gesellschaftliches Ansehen dauerhaft ruiniert.
Für Marie, in deren Ehe es bereits zu kriseln begann, folgte eine Zeit unsteten Wanderlebens. Im Dezember 1807 und August 1809 hielt sie sich auf dem Gut ihrer Freundin Karoline Friederike von Berg in Bahrensdorf bei Beeskow auf. 1807 laborierte die überzeugte Anhängerin der Homöopathie an einer Krankheit auf dem Massenbachschen Gut Bialokosch bei Posen. Dort lebte sie auch in der Zeit von September 1809 bis April 1810. Im Juli starb, an die Brust der Frau von Berg gelehnt, ihre geliebte Königin Luise. Und Ende des Jahres 1811 ereignete sich mit dem Tod Heinrich von Kleists die furchtbar Katastrofe, die ihr Leben am nachhaltigsten prägen sollte.
Nachdem ihre alte Freundschaft zu dem sechzehn Jahre jüngeren Dichter in den Monaten November 1810 bis April 1811 eine neue Intensität erfahren hatte, entwickelte sie im September, während eines Kurzbesuchs in Berlin, mit Kleist eine Strategie, die dem Freund, der seit dem Zusammenbruch der Berliner Abendblätter in Existenznot geratenen war, eine neue Lebensgrundlage verschaffen sollte. Kleist sollte, so war der Plan, in einer Audienz beim König um Wiederanstellung in der Armee bitten, zugleich bei Gneisenau, der in Berlin geheime Pläne für eine Volkserhebung gegen Napoleon Bonaparte entwickelte, mit militärischen Aufsätzen vorstellig werden und bei Marwitz die allgemeine politische Lage sondieren. Sie selbst setzte dabei auf ihre stets engen Kontakte zum preußischen Hof und ließ ein Dedikationsexemplar von Kleists vaterländischem Stück Prinz Friedrich von Homburg auf ihre Kosten für die seit Luisens Tod erste Dame Preußens, Prinzessin Marianne, herstellen. Dies übersandte sie mit einem Begleitschreiben, in dem sie eindringlich um eine Pension für den Verfasser des Stückes bat, an den Prinzen Wilhelm, jüngeren Bruder des Königs und Gemahl der Prinzessin Marianne. Wenige Tage darauf schrieb sie einen ergreifenden Brief an den König, in welchem sie sich, unter geschickter Anwendung ihrer intimen Kenntnisse über die Psyche des Herrschers, für eine Aufnahme Kleists in die preußische Armee einsetzte. Unmittelbar nach Abfassung des Briefes an den König vom 9. September 1811 muß Marie Berlin verlassen haben.
Bereits seit Juni 1811 hatte sie sich in Groß Gievitz, bei der Gräfin Voß, einer Tochter ihrer alten Freundin Karoline von Berg, aufgehalten. Dorthin war sie nun zurückgekehrt. Und hier glitten ihr, aufgrund einer schweren Erkrankung die Fäden aus den Hand. Für den in Berlin zurückgebliebenen Kleist, der ihr am 17. September geschrieben hatte: Ich bin schon so gewohnt, alles auf Ihre Veranlassung und Ihren Anstoß zu tun, daß ich die Kraft, mich selbst zu entscheiden, fast ganz entbehre, schien die Strategie seiner Freundin, trotz anfänglich hoffnungsvoller Anzeichen, allem Anschein nach nicht aufzugehen. Er folgte deshalb nun seinem eigenen, lange gehegten Plan, sich gemeinsam mit einem Menschen zu töten. Ursprünglich war Marie jene Seelenfreundin, mit der der Dichter diesen Schritt gehen wollte. Da sie seinem ihr gegenüber mehrfach geäußerten Ansinnen widerstand, hinterging er sie – nach eigenen Worten – mit Henriette Vogel. Noch als Siebzigährige erinnerte sich Marie von Kleist an diese dramatische Zeit: Gewaltsam war ich aus meinem Geleise gerißen, mit blutigem Herzen suchte ich die Spuhr meines verlornen Lebens, strebte nach Haltung. Der Verlust des einzigen Freundes, der mich durch und durch kannte, wäre schon hinreichend gewesen, ein Gemüth wie das Meine gänzlich zu zerreißen. Welchen Eindruck muste ein so bisares tragisches Ende auf meinen Geist, auf mein Herz, auf meiner Individualität machen. Ich war verloren ohne meine Kinder und sehr liebe Freunde, bey denen mir dieses unglaubliche Schicksal traf. Ich lebte still und eingezogen in meinem Zimmer. Das Lesen und wieder Lesen der letzten Briefe, geschrieben in den letzten augenblicken seines Daseins, war eine Art Trost durch den heftigen Schmerz, den sie in mir verursachten. Ich hofte, kein Sterblicher könnte den überleben, und so nährte ich mich von diesen Briefen.
Den vorläufigen Schlusspunkt dieser dramatischen Ereignisse im Leben der Marie von Kleist bildete die Trennung von ihrem Mann, von dem sie am 2. November 1812 schuldlos geschieden wurde. Fortan lebte sie mit ihren Kindern Adolph und Lulu in Berlin.

### Berliner Jahre

Marie von Kleist unter der Radziwillschen Abendgesellschaft auf Schloss Ruhberg, gezeichnet von Elisa Radziwill, 1830. Personen: v.l: Ernestine von Langen – Unbekannt – Marie von Kleist – Prinz Adam Czartoryski (1804–1880) – Prinz Boguslaw Radziwill – Prinzessin Wanda Radziwill (1813–1845) – Unbekannt – Fürstin Luise Radziwill – Prinzessin Elisa Radziwill – Fürst Anton Radziwill

Marie von Kleist gehörte zu den wenigen von Kleists ehemaligen Weggefährten, die die tragischen wie skandalträchtigen Umstände von Kleists Tod differenziert betrachteten und sich weiter unbeirrt zu ihm und seinem Werk bekannten. In ihrem Berliner Freundeskreis hielt sie die Erinnerung an den Dichter wach. Clemens Brentano, der zu den regelmäßigen Gästen ihres Berliner Salons gehörte, schrieb 1816 an Achim von Arnim: Zur Kleist gehe ich alle Freitag, Pfuhl, und Schütz Lacrimas sind immer da (...). Wir haben Kleists Hermann dort gelesen (...). Übrigens ist es recht schön und ehrlich bei der guten Kleist.
1816 befreundete sich Marie von Kleist mit Hedwig von Olfers, der Tochter ihrer alten Bekannten Friedrich August und Elisabeth von Staegemann. Mit ihr fühlte sie sich seelenverwandt und beide Familien pflegten einen geselligen Verkehr: Bei Frau von Kleist ebenso wie bei Fräulein von Wildermeth hatte sich oft eine kleine auserwählte, geistig lebendige Gesellschaft zusammengefunden (...). Hedwig erzählte noch im Alter von den herrlichen vergnügten Abenden bei Mutter Kleist und dem Abendbrot von Kalbsbraten mit Backobst und Klößen als Hochgenuß, an dem auch die jungen Prinzen teilgenommen hatten.
Eine besonders herzliche Freundschaft verband Marie von Kleist mit Prinzessin Luise Radziwill und deren Familie. Dieses Verhältnis übertrug sich auch auf die Kinder. Tochter Lulu von Kleist war ab 1820 die engste Vertraute von Elisa Radziwill. Mittels Briefen und wiederholten vielwöchigen Besuchen bei den Radziwills in Posen, auf deren Familiensitz Schloss Antonin oder deren Sommersitz Schloss Ruhberg im Hirschberger Tal nahmen Mutter und Tochter Kleist Anteil am berühmt gewordenen Drama um die unglücklich geendete Jugendliebe zwischen Elisa und Prinz Wilhelm, dem Sohn der Königin Luise. Besonders während der Zeit der vom Hof verordneten Trennung des Brautpaares wurden die Kleists zu einem wichtigen Bindeglied zwischen Prinz Wilhelm und Elisa.
Im Frühjahr 1817 unterstützte Marie Ludwig Tieck bei Erstausgabe der Kleistschen Werke, indem sie ihrem alten Freund Wilhelm von Schütz gestattete, Auszüge aus den in ihrem Besitz befindlichen Kleist-Briefen anzufertigen.
Im Sommer 1820 hielt sich Marie von Kleist mit Tochter Lulu bei ihrer alten Potsdamer Freundin Charlotte von der Marwitz, geborene Gräfin von Moltke (1780–1848), in Friedersdorf auf. Die ehemalige Hofdame der Königin Luise hatte 1809 Friedrich August Ludwig von der Marwitz geheiratet.
Im März 1826 befand sich Marie von Kleist mit Tochter in Frankfurt am Main, wo sie freundschaftlich im Hause Franz Dominicus Brentanos verkehrte.

### Letzte Jahre in Schlesien

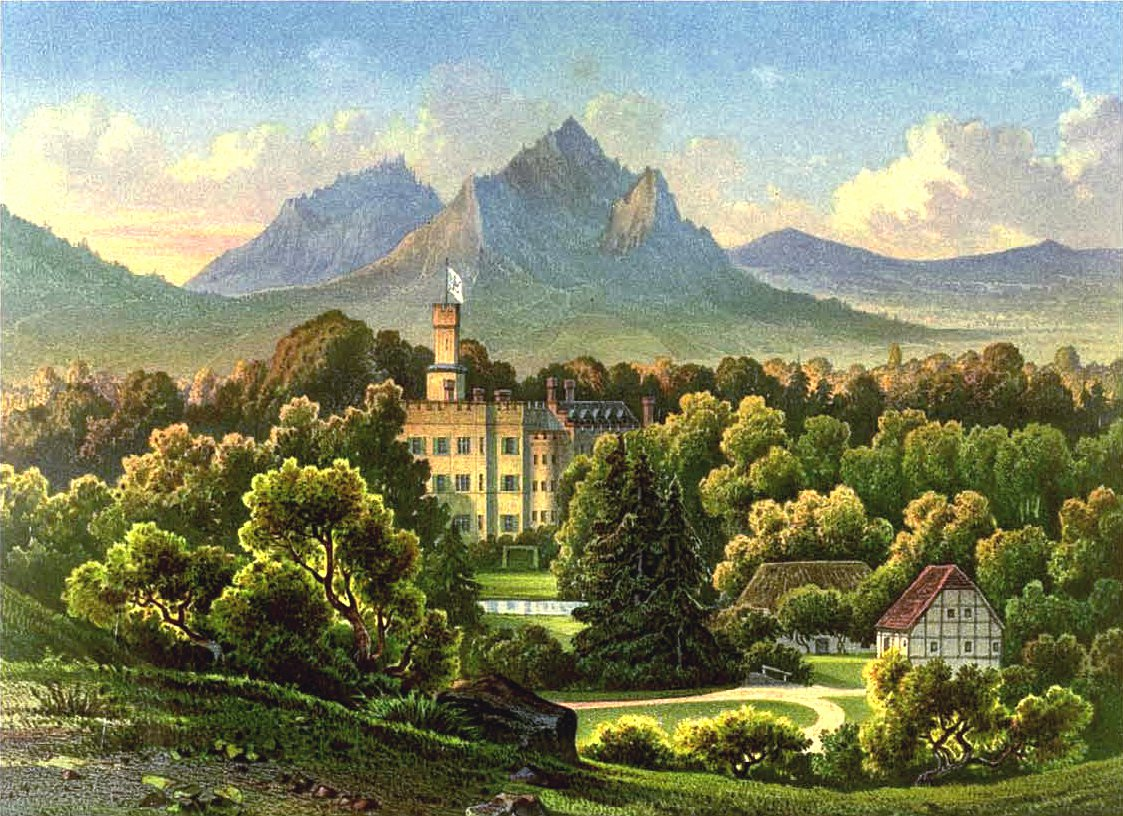
Schloss Fischbach im Hirschberger Tal, Sommersitz der Familie des Prinzen Wilhelm von Preußen

Schloss Ruhberg im Hirschberger Tal, Sommersitz der Familie Anton Radziwiłł

Aufgrund der Versetzung ihres Sohnes Adolph an das Oberlandesgericht in Breslau und der Verheiratung ihrer Tochter Lulu mit dem Grafen Stosch auf Manze beschloss Marie, ihren Kindern nach Schlesien zu folgen. 1826 ließ sie sich in Breslau nieder.
Nach der Bekanntgabe der negativen Entscheidung in der Frage der Ebenbürtigkeit Elisas mit dem Haus Hohenzollern reiste Marie von Kleist noch im Juli von dort nach Schloss Antonin, um den Radziwills in dieser schwierigen Situation beizustehen.
Auf ausdrücklichen Wunsch der Familie Radziwill nahm Marie mit Lulu im Juni 1830 an den Königstagen in Fischbach und Ruhberg teil. Prinz Wilhelm traf dort erstmals seit seiner im November 1829 erfolgten Eheschließung wieder mit Elisa zusammen.
Trotz ihrer vielfältigen Kontakte vermisste Marie von Kleist in der schlesischen Provinz ihre Berliner Freunde und klagte darüber häufig in ihren Briefen. Hedwig von Olfers antwortete auf diese Beschwerden salomonisch: Der Stille wird in den Tumult der Welt verwickelt, der Gesellige in Einsamkeit verwiesen, der Phantastische muß sich praktischen Blick erwerben, Frau von Kleist muß in Breslau leben, fern von ihren enthusiastischen Freunden, und Mittelmäßigkeit schmecken und ertragen lernen, wenigstens für den Werkeltag, wenn dann auch einmal ein Sonntagsgericht wie Willisens dazwischen kommt.
Bald darauf verstarb nach kurzer Krankheit Marie von Kleist während eines Aufenthalts bei ihrer Tochter in Manze an den Folgen eines Schlaganfalls. Sie wurde in Grünhartau, dem evangelischen Pfarrdorf von Manze, begraben.

## Über Marie von Kleist
- Sie war eine hochgebildete Frau, die Wissen und Geschmack der jungen Majestät förderte (...). Ihr nun, dieser weitläufigen, anderthalb Jahrzehnte älteren Verwandten, die er schon seit seiner Potsdamer Zeit gut kannte, trat Heinrich von Kleist jetzt wieder nahe, und ihr hat er sich nächst der Schwester Ulrike in den folgenden Jahren am weitesten und tiefsten geöffnet.[40]

- Und doch war Marie von Kleist eine lebensvolle, nach Betätigung drängende Persönlichkeit, die, mitten im reich bewegten geistigen und Hof-Leben der preußischen Hauptstadt stehend, in diesem Kreise gerade den Besten ihrer Zeit genug getan hat wie wenige: die nahe Freundin Luises, die zuerst der preußischen Königin die Welt der Literatur erschloß und damit den Grund legen half zu der folgenreichen Verbindung preußischen Hof- und deutschen Geisteslebens; Heinrich v. Kleists vertrauteste, allein ebenbürtige und – trotz Henriette Vogel – letzte Freundin und Geliebte; und in ihrem Alter wieder als mütterliche Freundin Elisa Radziwills, deren Trost und Beistand in schweren Herzenskämpfen.[41]

- Trugen wir nicht alle Ihre Kokarde angesteckt, und wurde nicht bei Ihnen und Lulu der Gezierte natürlich, der Mokante harmlos, der Kalte warm und bekam nicht jeder so viel Verstand als er des irgend Meister werden konnte? Wieviel Liebenswürdigkeit, denke ich, so oft ich ein Gesicht aus jenem Kreise sah, trägt der nun still mit sich herum, und man hat nichts davon.[42]